# Juan Marinello
Juan Marinello y Vidaurreta (Ranchuelo, 2 novembre 1898 – L'Avana, 27 marzo 1977) è stato uno scrittore e politico cubano.
Presidente del Partito Socialista Popolare dal 1944, scrisse molte importanti opere, tra cui Gioventù e vecchiaia (1927), Il poeta José Martí (1929), Picasso senza tempo (1942), Meditazione americana (1959), Guatemala nostra (1961), ecc.